# Dalila (actriz)
Dalila (Casablanca, 18 de mayo de 1968) es una actriz pornográfica marroquí retirada.

## Biografía
Dalila nació en Casablanca (Marruecos) el 18 de mayo de 1968. En 1991, gracias a su agente, se trasladó a Francia a la edad de 23 años, donde hizo sus primeras pruebas como modelo. Inicialmente, trabajó como modelo desnuda para diversas clases de arte, para pasar a continuación a hacer diversas sesiones fotográficas (como Color Climax o Ciné Sex).
Después de la grabación de algunos vídeos caseros, Dalila entró directamente en el porno, donde sus grandes bagajes fueron sus grandes senos naturales y su exótico aspecto de origen árabe. Protagonizó diversas películas dirigidas por el cineasta italiano Mario Salieri, como Drácula, quien siempre la había considerado como una de sus actrices favoritas.
En el año 2000 anunció su retirada, habiendo participado en algo más de 70 películas, entre producciones originales y compilaciones.
En 2003 fundó su propia productora audiovisual.